# Yazgoulem
Le Yazgoulem (également orthographié Yazgoulyam) est une rivière du Tadjikistan qui coule dans le district de Vanch, dans la partie ouest de la province autonome du Haut-Badakhchan. C'est un affluent direct du Piandj, cours supérieur de l'Amou-Daria.
Le Yazgoulem coule dans une vallée étroite, longtemps inaccessible, constituée d'une gorge de plus ou moins 100 kilomètres de long. La rivière coule depuis le nord-est vers le sud-ouest. Son lit est entouré de deux hautes chaînes de montagnes : le chaînon Vanch au nord qui sépare son bassin de celui du Vanch, et le chaînon Yazgoulem au sud. Sa source se situe non loin du glacier Fedtchenko.
Les localités de cette vallée peu peuplée sont notamment Matraun, Bdyn, Anderbak et Djamak. Les habitants, appelés Yazgulamis, parlent une langue particulière, le Yazgulami. Ils étaient environ 4 000 en 1990, contre 2 000 au recensement de 1940.